# エドワード・グレイ
ファラドンの初代グレイ子爵エドワード・グレイ（英語: Edward Grey, 1st Viscount Grey of Fallodon, KG, PC, DL, FZS、1862年4月26日 - 1933年9月7日）はイギリスの政治家。自由党に所属し、党内ではアスキスらとともに自由帝国主義者の代表的人物の一人として知られた。自由党政権下の1905年から1916年にかけて外務大臣を務めた。三国協商を推進し、ドイツに対して包囲網や建艦競争を仕掛け、第一次世界大戦を招いた。
1882年に（ファラドンの）準男爵位を継承し、1916年にファラドンのグレイ子爵に叙された。

## 経歴

### 外務大臣就任まで
1862年4月25日に陸軍軍人ジョージ・ヘンリー・グレイ中佐（グレイ伯爵家の分流の第2代準男爵ジョージ・グレイの息子）とその妻ハリエット・ジェーン・ピアソンの間の息子として生まれた。
ウィンチェスター・カレッジを経てオックスフォード大学ベリオール・カレッジで学ぶ。
1882年9月9日に祖父の第2代準男爵サー・ジョージ・グレイの死により第3代準男爵位を継承した。
1885年にベリック・アポン・ツイード選挙区から自由党の庶民院議員に選出された。1916年に貴族院議員に転じるまでこの選挙区から当選をつづけた。
グレイは第5代ローズベリー伯爵アーチボルド・プリムローズ、ハーバート・ヘンリー・アスキス、リチャード・ホールデンらとともに自由党内で帝国主義的外交を主張する「自由帝国主義派」の議員だった。
1892年から1895年にかけて第4次グラッドストン内閣とローズベリー伯爵内閣において外務政務次官を務めた。
1905年には婦人参政権運動家アニー・ケニーから演説を妨害され、婦人参政権を認めるか態度表明を要求されたが、グレイは回答を拒否し、それに反発したケニーらが騒動を起こして逮捕されるという事件があった。

### 外務大臣

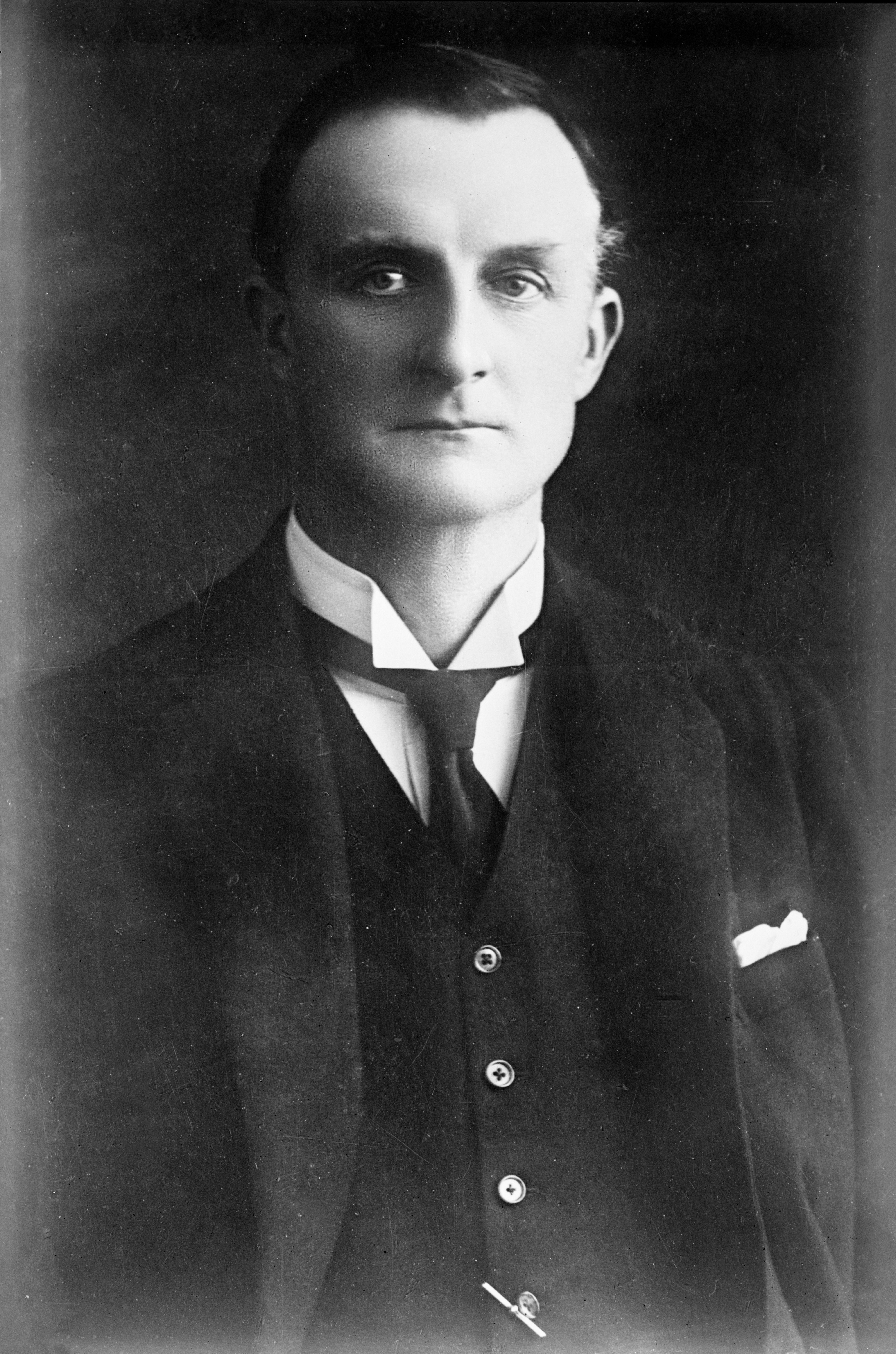
1914年の第3代準男爵サー・エドワード・グレイ

1905年12月の保守党政権バルフォア内閣から自由党政権キャンベル=バナマン内閣への政権交代によりグレイが外務大臣に就任した。ロシアに赴任していたサー・チャールズ・ハーディングが呼び戻されて、グレイを補佐する外務事務次官に付けられた。グレイ時代から外務官僚が英国の外交政策に大きくかかわるようになった。19世紀末までは外務官僚が外交政策の決定に関与することなどほとんどできなかったのだが、グレイは当時の外務大臣としては異例の庶民院議員であったため、与野党の対立が激しくなっていた20世紀初頭にあって、事務方に政策の立案や実行を任せるケースが多かった。そして当時の外務官僚には反ドイツ主義者が多かった。
政権交代直後にキャンベル＝バナマンとグレイは、旧保守党政権の首相だったバルフォア、外相だった第5代ランズダウン侯爵ヘンリー・ペティ＝フィッツモーリスと四者会談を行い、外交については継続性を維持することを確認している。実際に自由帝国主義者であるグレイの外交は前保守党政権とほとんど変わらないものだった。帝国への積極介入、親仏外交、対独強硬外交など保守党政権時代から一致した外交政策がとられた。
第一次モロッコ事件をめぐって1906年1月から4月にかけて開催されたアルヘシラス会議においてもフランスを支持し、モロッコにおける各国の権益の均等を謳いつつ、フランスの権益を優先的に認める内容の議定書の締結を主導した。
またグレイは駐英ロシア大使のアレクサンドル・フォン・ベンケンドルフと親密な関係を持ち、英露連携を推進。1907年8月にはロシアと英露協商を結んだ。ペルシャについては北部をロシア、南部をイギリスの勢力圏とし、アフガニスタンについてはイギリスの勢力圏とし、チベットについては双方不干渉という英露の権益対立を互譲的に解決した。これにより50年に渡る中央アジアでの英露の覇権争い（グレート・ゲーム）は終わり、三国協商関係が成立した。以降イギリスはフランス・ロシアと連携してドイツとの本格的な敵対関係に入った。ドイツとの建艦競争のため、閣内においてアスキスやレジナルド・マッケナらとともにドレッドノート型戦艦の積極的建造を訴える「大海軍派」として行動し、デイヴィッド・ロイド・ジョージら「小海軍派」と対立した。
1908年4月からのアスキス内閣でも外相に留任。アスキスは外交のほとんどをグレイに委ねた。
1908年10月にオーストリア＝ハンガリー帝国のボスニア・ヘルツェゴビナ（1878年ベルリン条約によりオーストリア支配下にあったが、名目上オスマンが宗主権をもっていた）の併合宣言とブルガリアのオスマンからの独立宣言があり、ドイツがこれを支持する一方、セルビアやロシアは反対した。グレイもベルリン条約の締結国の同意なしにこのような宣言を一方的にすることは認められないと考え、国際会議を提唱した。協商関係に入っていたロシアやフランスもそれを支持したが、オーストリアが国際会議にかけられることに乗り気ではなかった。またグレイ自身も「事前の合意なき国際会議を開いても無意味」という考えから慎重な面があり、露仏と足並みがそろっているとはいえなかった。結局1909年2月にはオーストリアとトルコの二国間で併合を事実上認める議定書が交わされたことで会議外交で解決する機を失った。
ドイツとの緊張緩和のため、1909年2月には国王エドワード7世の訪独を実現させた。事務次官ハーディングを同行させてドイツ当局と交渉を行ったが、懸案の建艦競争もバグダッド鉄道の件も解決できずに終わった。
1911年7月1日、ドイツは、フランスがモロッコで起きた反仏反乱を鎮圧するために出兵したのに対抗し、モロッコ・アガディールに砲艦を派遣。第二次モロッコ事件が発生した。グレイはドイツがモロッコから同港を獲得すれば英本国と英領アフリカ植民地、南米との交易が脅かされると恐れ、ドイツに対して断固たる姿勢を取る必要があると決断した。7月4日にも「英国の権益にも大きな影響を及ぼすので、我々が参加しないような新しい取り決めを認めることはできない」とドイツ政府に通告。モロッコを勢力圏と見做していたフランスもドイツへの反発を強め、ヨーロッパ情勢は一触即発となった。9月17日にグレイはマッケナ海相に「ドイツは奇襲攻撃を仕掛けてくるかもしれない。海相はこれに対して準備をしなければならない」という警告を発し、戦争準備を開始させた。しかし1911年11月4日には独仏両国間でフランスがモロッコを保護国とすることをドイツが認める代わりにフランス領コンゴの一部をドイツへ割譲するという協定が締結されたため、第二次モロッコ危機は収束した。
全体としてグレイ外交はフランスやロシアに密着しすぎていたため、ドイツに接近してその行動を抑制する積極外交を怠り、第一次世界大戦を招来することになったといえる。
1914年8月からはじまった第一次世界大戦をめぐってはアスキス内閣は参戦派と不介入派に分かれたが、グレイは海相ウィンストン・チャーチルとともに参戦派として行動した。アスキスはグレイを支持し、8月3日にドイツ軍がベルギーへ侵攻すると参戦を決意した。同日グレイは議会においてベルギーの中立擁護とフランスとの間に結んでいた軍事協定に基づきイギリスも参戦すべきであると演説した。野党の保守党、労働党、アイルランド議会党も反対はせず、戦時中は党派争いを停止して政府を支持することを表明した。これにより挙国体制ができた。
1915年5月からの挙国一致内閣でも外相に留任。同時期イタリアを協商側に引き込む、秘密交渉を行った。
1916年7月27日に連合王国貴族ファラドンのグレイ子爵に叙され、貴族院議員に列した。
しかし眼を患っており、視力が落ちすぎていたため、1916年12月の政変で首相がアスキスからデイヴィッド・ロイド＝ジョージに代わったのを機に外相を辞した。11年間の在任はイギリス外相の最長在任記録だった。

### 外相退任後

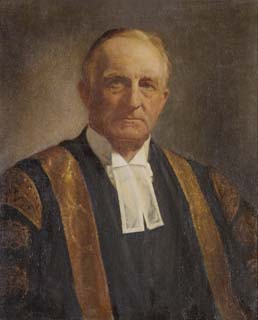
晩年のファラドンのグレイ子爵の肖像画（エリオット&フライ）

この後2、3年は公的生活から遠ざかって安静にし、視力が回復した。
ロイド・ジョージ政府の求めに応じて1919年から1920年にかけては在アメリカ合衆国イギリス大使を務めた。しかしワシントンにいたのは3か月程度だった。
1933年9月7日に死去した。子供はなく、ファラドンのグレイ子爵位は廃絶した。準男爵位ははとこのチャールズ・グレイが継承した。

## 人物・評価
グレイの評価を巡っては歴史家のスタイナー(Steiner)とジョン・チャムリーの間で論争となった。スタイナーは第一次世界大戦にイギリスが参戦していく過程においてドイツの外交・軍事政策が攻撃的だったのでイギリス側がどのように努力しても戦争回避は困難だったと主張する。一方チャムリーはグレイには当初対独開戦の意思がなかったとしても、英仏協商に縛られた柔軟性のない外交によりドイツとの対決を招き、第一次世界大戦になってしまったと主張する。一方スティーブンソンは第一次世界大戦の直接の原因とされる建艦競争は開戦前にイギリスの勝利で終わっており、むしろドイツとフランス・ロシア間の陸軍競争が主たる原因としている。この立場もグレイがいかなる外交をしようと結局大戦は不可避だったという結論になるため、グレイ擁護論である。
ただしスタイナーもグレイの眼疾と議会での多忙により、イギリス外交は外務官僚たちの意思が大きく反映されるようになってしまい、こうした「グレイの取り巻き」たちが三国協商・反ドイツ一辺倒の外交を推進した結果がイギリスの第一次世界大戦参戦ではないかという分析をしている。
釣りを趣味としており、1899年には『フライフィッシング（Fly-Fishing）』という著書を出している。

## 栄典

### 爵位/準男爵位
1882年9月9日の祖父ジョージ・グレイの死去に以下の準男爵位を継承した。
- （ファラドンの）第3代準男爵 (3rd Baronet "of Fallodon")
(1814年7月29日の勅許状による連合王国準男爵位)

1916年7月27日に以下の爵位を新規に叙された。
- ノーサンバーランド州におけるファラドンのファラドンの初代グレイ子爵 (1st Viscount Grey of Fallodon, of Fallodon in the County of Northumberland)
(勅許状による連合王国貴族爵位)

### 勲章
- 1912年、ガーター勲章ナイト (KG)[1][2]

### その他
- 1902年、枢密顧問官 (PC)[1][2]
- ロンドン動物学会会員（FZL）
- ノーサンバーランド州副知事 (DL)

## 家族
1885年10月20日にドロシー・ウィドリントン(Dorothy Widdrington)と最初の結婚をしたが、彼女は1906年に事故で命を落とした。1922年にパメラ・ジュネビエーブ・アデレイド・テナント（Pamela Genevieve Adelaide Tennant）と再婚した。しかしいずれの結婚でも子供はできなかった。